# 파괴자 (1977년 영화)
파괴자(Breaker! Breaker!)는 미국에서 제작된 돈 휴렛 감독의 1977년 액션 영화이다. 척 노리스 등이 주연으로 출연하였고 돈 휴렛 등이 제작에 참여하였다.

## 출연

### 주연
- 척 노리스
- 조지 머덕

### 조연
- 테리 오코너
- 돈 젠트리
- 존 디 퍼스코
- 론 세딜로스
- 마이클 어건스타인

## 제작진
- 협력프로듀서: 존 버로우즈
- 배역: 존 디 퍼스코